# Joseph Strick
Pour les articles homonymes, voir Strick.
Joseph Strick, né le 6 juillet 1923 à Braddock et mort le 2 juin 2010 à Paris, est un scénariste, un réalisateur et un producteur américain.

## Biographie
Joseph Strick a brièvement fréquenté l'UCLA, avant de s'engager dans l'armée lors de la Seconde Guerre mondiale. Il a servi en tant que caméraman dans l'USAAF.
En 1948, il réalise et produit avec Irving Lerner, Muscle Beach (en), le premier documentaire portant un regard sur une plage destinée à la musculation et située à Los Angeles. L'année suivante, il co-produit un autre documentaire, American Homes, cette fois avec Carl Lerner.
Dans les années 1950, Strick fréquente de nombreuses personnalités qui vont se retrouver sur la liste noire hollywoodienne : lui-même ne tourne qu'un seul film en 1953.
Il devient alors un homme d'affaires prospère, fondant Electrosolids Corporation en 1956, puis Computron Corporation et Sciences Physiques Corporation en 1958 et enfin Holosonics Corporation en 1960. Ses entreprises fabriquent des machines destinées aux parcs d'attraction, dont le simulateur de mouvements à six tours, qu'il fait breveter en 1977 et que Walt Disney Parks and Resorts utilise dans ses propres installations pour l'attraction Star Tours.
À partir de 1960, Strick revient à la caméra et à la production, il fait partie des nouveaux cinéastes américains indépendants, au même titre que John Cassavetes, Morris Engel et Shirley Clarke.
En Grande-Bretagne, où il a également réalisé un film en 1974, il a fait de la mise en scène pour la Royal Shakespeare Company en 1964 puis pour le Théâtre National en 2003.
Strick résidait à Paris depuis les années 1970. Il est récompensé en 1971 par l'Oscar du meilleur court métrage documentaire pour Vétérans du massacre de My Lai (Interviews with My Lai Veterans). En 1983, il coproduit Un homme parmi les loups de Carroll Ballard.
Son dernier travail consiste en une série de portraits de criminels, écrits en collaboration avec C.K. Williams.
Il est mort d'insuffisance cardiaque dans un hôpital parisien le 2 juin 2010.
Marié deux fois, il a cinq enfants.

## Réalisations
- 1948 : avec Irving Lerner, Muscle Beach, documentaire, 9 min, texte d'Edwin Rolfe.
- 1953 : The Big Break, fiction, d'après un roman d'Arnold Manoff (en).
- 1960 : avec Ben Maddow et Sidney Meyers, The Savage Eye (en), documentaire, British Academy Television Awards.
- 1963 : The Balcony, d'après la pièce de Jean Genet.
- 1967 : Ulysses, d'après le roman de James Joyce.
- 1970 : Tropique du Cancer (Tropic of Cancer), d'après le roman de Henry Miller.
- 1970 : Interviews with My Lai Veterans, Oscar du meilleur court métrage documentaire.
- 1974 : Road Movie
- 1977 : A Portrait of the Artist as a Young Man d'après le roman de James Joyce.
- 1997 : Criminals, documentaire écrit par C. K. Williams.